# Rüdiger Imhof
Rüdiger Imhof (* 11. Februar 1944 in Siegen) ist ein deutscher Anglist und Hochschullehrer.

## Leben und Wirken
Rüdiger Imhof studierte Anglistik, Geographie und Erziehungswissenschaft an der Universität Marburg. 1971 legte er dort das erste Staatsexamen für den höheren Schuldienst ab und promovierte anschließend an dieser Universität im Jahre 1974 mit einer Dissertation über Harold Pinter. Von 1972 bis 1983 war er als wissenschaftlicher Assistent an der Gesamthochschule Wuppertal tätig. 1983 habilitierte er sich in Wuppertal für Anglistik und Amerikanistik und lehrte dort zunächst als außerplanmäßiger Professor, seit 1988 als C3-Professur.
Hauptschwerpunkt von Lehre, Forschung und seinen Veröffentlichungen ist die englischsprachige irische Literatur, insbesondere in der Moderne.

## Veröffentlichungen (Auswahl)
- Harold Pinters Dramentechnik. Gestalterische Mittel im Kontext des Gesamtwerks (= Schriftenreihe Literaturwissenschaft. Bd. 2). Bouvier, Bonn 1976, ISBN 3-416-01247-X (= Dissertation Universität Marburg).
- Pinter. A bibliography. His works and occasional writings with a comprehensive checklist of criticism and review of the London productions. TQ Publ., London/Los Angeles 1976, ISBN 0-904844-06-4.
- (Hrsg.): Alive-Alive O! Flann OB̀riens̀ At Swimm-Two-Bird. Wolfhound Press, Dublin 1985, ISBN 0-389-20581-8.
- Contemporary metafiction. A poetological study of metafiction in English since 1939 (= Britannica et Americana, Folge 3. Bd. 9). Winter, Heidelberg 1986, ISBN 3-533-03688-X (= Habilitationsschrift Bergische Universität Wuppertal).
- (Hrsg.): John Millington Synge / The playboy of the western world (Hauptbd.). Diesterweg, Frankfurt am Main, 1987, ISBN 3-425-09832-2.
- (Hrsg.): John Millington Synge / The playboy of the western world (Materialien). Diesterweg, Frankfurt am Main 1987, ISBN 3-425-04832-5.
- (Hrsg.): Der englische Roman der Gegenwart (= UTB. Bd. 1467). Francke, Tübingen 1987, ISBN 3-7720-1737-1.
- John Banville. A critical introduction. Wolfhound Press, Dublin 1989, ISBN 0-86327-186-3.
- (Hrsg.): Contemporary Irish novellists (= Studies in English and comparative literature. Bd. 5). Narr, Tübingen 1990, ISBN 3-87808-685-7.
- (Übers.): Eudora Welty / Eine Stimme finden. Klett-Cotta, Stuttgart 1990, ISBN 3-608-95550-X.
- (Hrsg.): Ireland. Literature, culture, politics (= Anglistik & Englischunterricht. Bd. 52). Winter, Heidelberg 1994, ISBN 3-8253-0214-8.
- mit Jochen Achilles (Hrsg.): Irische Dramatiker der Gegenwart. Wissenschaftliche Buchgesellschaft, Darmstadt 1996, ISBN 3-534-12656-4.
- The modern Irish novel. Irish novellists after 1945. Wolfhound Press, Dublin 2002, ISBN 0-86327-860-4.
- A short history of Irish literature. Klett, Stuttgart 2002, ISBN 3-12-939558-X.

Außerdem zahlreiche Aufsätze in Fachzeitschriften.